# Susie
Susie（スージー）は、竹村嘉人が開発したMicrosoft Windows上で動作するグラフィックビューアである。

## 概要
Windows 3.1向け（16ビット版）は“Susie”、Windows XPなど32ビットOS向けは“Susie32”と称している。一時期はWin32sにも対応していたため、バージョンによってはWindows 3.1でもSusie32が利用できた。
単体ではBMP形式にのみ対応しているが、プラグインを導入することにより、様々なファイルフォーマットを扱えるようになることが特徴である。ただし、Susie本体がアニメーション再生機能をもたないため、GIFアニメーションやMNGといったフォーマットについては制限がある。2002年10月20日公開のバージョン0.47bを最後に長らくバージョンアップが停止していたが、2007年9月29日に全面的に開発し直したバージョン0.50 alpha1が公開され、2014年現在も開発が継続中。
Windows Vista以降では、カタログ機能にあるフォルダツリービューが機能しない不具合があり、レジストリキーをユーザ自身で変更しないと動作しない不具合がある。

## Susie Plug-in
Susieで読み込める画像ファイルフォーマットは、Susie Plug-inと呼ばれるプラグインにより拡張することができる。データを読み込み、デバイス独立ビットマップ (DIB) にレンダリングするのが基本的な仕組みである。プラグインの拡張子は"spi"(32ビット版用)、"plg"(16ビット版用)。また、正式なものではないがTORO (高橋良和) によって64bit版へと仕様が拡張されており、その拡張子は"sph"(x64用)、"spha"(ARM64用)。
このプラグインは仕様が公開されているため、有志によって多数制作されており、AVIF・WebP・JPEG 2000・PNG・JPEG・GIFなど広く使われている形式や、特定ソフトウェアのバイナリデータやコンピュータゲームのデータに対応するものもある。また、画像の読み出し以外にも、コンバータプラグインや、書庫ファイルをディレクトリと同じように扱えるようにするためのプラグインも存在する。中には動画や音楽の再生を可能にするものもある。
また、Susie Plug-inに対応したグラフィックソフトウェアも多く製作されている。しかし、Susie Plug-in対応を謳うソフトウェアの中には、プラグインとの互換性に問題があるものも一部に存在する。